# HOTAS

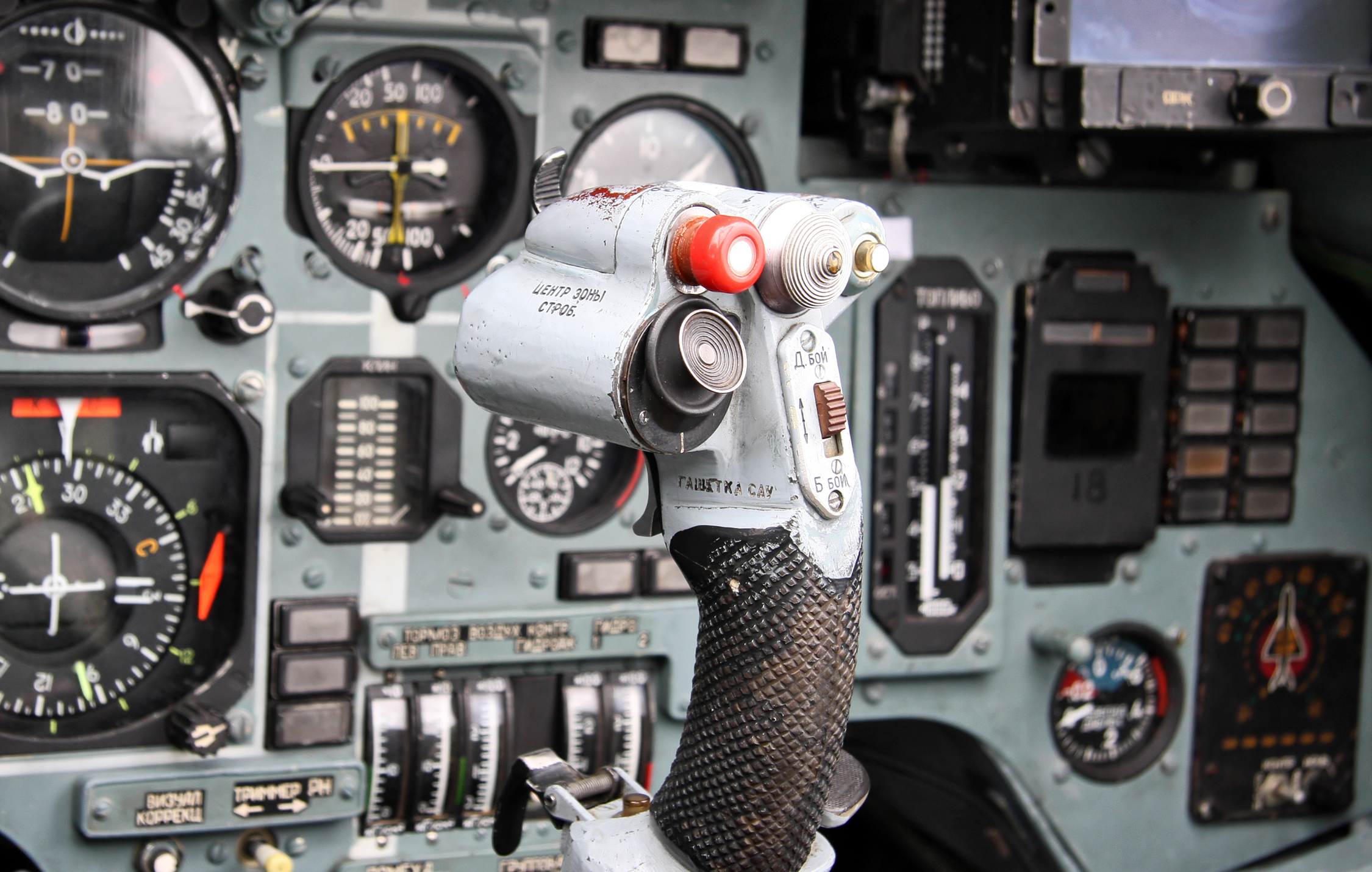
Cabina de piloto de un caza Su-27 donde se aprecian controles HOTAS

HOTAS, siglas de la expresión inglesa Hands On Throttle-And-Stick (traducido al español como «manos en mando de potencia y palanca de control»), es el nombre dado al concepto de situar botones e interruptores en el mando de gases y en la palanca de control de vuelo en una cabina de aeronave, permitiendo que el piloto tenga acceso a funciones vitales de la cabina y pilote el avión sin tener que quitar sus manos de los mandos de aceleración y control de la aeronave. La aplicación de este concepto fue iniciada por el English Electric Lightning y es ampliamente utilizado por todos los aviones de caza modernos como el F-16 Fighting Falcon.